# Contea di Armstrong (Pennsylvania)
La contea di Armstrong (in inglese Armstrong County) è una contea dello Stato della Pennsylvania, negli Stati Uniti. La popolazione al censimento del 2000 era di 72 392 abitanti. Il capoluogo di contea è Kittanning.

## Geografia
La contea si trova nella parte occidentale dello Stato. La contea è delimitata a nord dal fiume Allegheny e dal Redbank Creek e a sud dal fiume Kiskiminetas. Comprende una regione collinare sull’Altopiano di Allegheny, attraversata dal fiume Allegheny, che ha scavato una profonda valle in direzione nord-sud nella parte occidentale della contea. Altri corsi d’acqua includono i torrenti Mahoning, Buffalo e Crooked, nonché i laghi Keystone, Mahoning Creek e Crooked Creek.

### Contee confinanti
- Contea di Clarion - nord
- Contea di Jefferson -nord-est
- Contea di Indiana - sud-est
- Contea di Westmoreland - sud-ovest
- Contea di Allegheny - sud-ovest
- Contea di Butler - ovest

## Storia
La contea fu creata nel 1800 da parti delle contee di Allegheny, Westmoreland e Lycoming e prende il nome da John Armstrong, ufficiale militare e diplomatico che, durante la Guerra franco-indiana, conquistò Kittanning.
I Delaware fondarono per primi, nel XVIII secolo, la loro principale città, Kit-Han-Ne, nell’attuale Kittanning, capoluogo della contea. Durante la guerra franco-indiana (1754-1763), le truppe coloniali agli ordini del tenente colonnello John Armstrong distrussero il villaggio in rappresaglia per le incursioni dei nativi a est dei Monti Allegheny.

## Comuni[4]
| - Apollo - borough - Applewold - borough - Atwood - borough - Bethel - township - Boggs - township - Bradys Bend - township - Burrell - township - Cadogan - township - Cowanshannock - township - Dayton - borough - East Franklin - township - Elderton - borough - Ford City - borough - Ford Cliff - borough - Freeport - borough - Gilpin - township - Hovey - township - Kiskiminetas - township - Kittanning - borough - Kittanning - township - Leechburg - borough - Madison - township - Mahoning - township | - Manor - township - Manorville - borough - North Apollo - borough - North Buffalo - township - Parker - city - Parks - township - Perry - township - Pine - township - Plumcreek - township - Rayburn - township - Redbank - township - Rural Valley - borough - South Bend - township - South Bethlehem - borough - South Buffalo - township - Sugarcreek - township - Valley - township - Washington - township - Wayne - township - West Franklin - township - West Kittanning - borough - Worthington - borough |